# Euloxia intacta
Euloxia intacta är en fjärilsart som beskrevs av Walker 1861. Euloxia intacta ingår i släktet Euloxia och familjen mätare. Inga underarter finns listade i Catalogue of Life.